# Boatca
Boatca – wieś w Rumunii, w okręgu Jassy, w gminie Dagâța. W 2011 roku liczyła 324 mieszkańców.